# هانس سميتس
هانس سميتس (بالهولندية: Hans Smits)‏ هو لاعب كرة الماء هولندي، ولد في 24 يناير 1956 في دن هيلدر في هولندا.

## وصلات خارجية
- هانس سميتس على موقع اللجنة الأولمبية الدولية (الإنجليزية)
- هانس سميتس على موقع أوليمبيديا (الإنجليزية)